# Ritratto di un nobile Albani
Il ritratto di un nobile Albani indicato dal Calvi nel: vecchio con una lunga barba vestito con robone negro foderato di bianca pelliccia è un dipinto a olio su tela di Giovan Battista Moroni, conservato a Milano presso una collezione privata, considerato uno dei ritratti migliori dell'artista. Il soggetto ritratto sarebbe stato identificato nella figura di un nobile della famiglia Albani, che da Mina Gregori nel 1979 sarebbe conducibile a Giovanni Gerolamo Albani, mentre studi successivi del critico Simone Facchinetti e Paolo Plebani lo indicherebbero nel nobile Gabriele Albani di qualche anno più anziano. Proprio questa caratteristica farebbe propendere migliore questa seconda assegnazione.

## Storia
fece conoscere il Moroni ne’ quadri istoriati, altrettanto
più singolare, anzi unico riuscì ne’ ritratti, de’ quali
tanta era la stima, che ne faceva Tiziano, che dir soleva
a’ Rettori che da Venezia partivano per i governi di
Bergamo, che se bramavano il loro vero, e naturale
ritratto si facessero dipingere dal Moroni. Di più si
racconta, che ritrovandosi in Venezia un Gentiluomo
Bergamasco della famiglia Albani, e portatosi da
Tiziano per farsi dipingere fu dallo stesso interrogato,
di qual paese egli fosse, ed inteso avendo che era da
Bergamo: Come, replicò Tiziano, crede ella forse di
avere un miglior ritratto dalle mie mani di quello lo
possa avere in Bergamo dal suo Moroni? Riservi pure
a lui quest’opera assicurandola che più pregevole sarà,
e più singolare della mia. Ritornato poscia a Bergamo
l’Albani, e raccontato al Moroni il successo, gli fece
quello stupendo ritratto, che tuttora ritrovasi presso il
Sig. Giuseppe Albani, nel quale è colorito un vecchio
con lunga barba vestito con robone negro foderato
di bianca pelliccia, né certamente puossi vedere cosa
migliore avendo egli in questo avanzato l’eccellenza
degli altri, che da indinnanzi fatti aveva, e ciò si
può credere che procedesse per impegno del seguito
discorso con Tiziano, e che perciò vi ponesse, più
studio, e diligenza del solito»
(Francesco
Maria Tassi (1793, I, p. 166))

### La provenienza
Il primo proprietario accertato del dipinto è Giuseppe Albani che alla morte nel 1767 cedette i beni e i dipinti della pinacoteca Albani, alla figlia Giulia, diventando così di proprietà della famiglia Roncalli avendo sposato il conte Francesco Maria.
La collezione della famiglia Albani comprendeva anche il dipinto Gentiluomini e cortigiane del Busi come risulta da quanto scritto da Francesco Tassi che cita l'abate Giovanni Battista Angelini del 1720 e cita lo storico Carlo Ridolfi e il suo Le Maraviglie dell’arte’ del 1648. Il primo a presentare il dipinto fu il collezionista conte Carlo Marenzi nel 1824.
Il dipinto venne visto nella casa Roncalli da Charles Lock Eastlake che sebbene dichiarasse che era ben realizzato solo per la parte delle mani, fece l'offerta per un acquisto. Rimane di proprietà della famiglia Roncalli fino al XIX secolo].

### L'attribuzione e la identificazione
L'attribuzione del quadro al Moroni avvenne solo nel 1979 da Mina Gregori. Giovanni Gerolamo Albani era stato raffigurato più volte; Gian Paolo Cavagna ne fece il ritratto conservato in Accademia Carrara, un'incisione sulla pubblicazione Scena letteraria di Donato Calvi, e il busto ad altorilievo sulla sua tomba nella basilica di Santa Maria del Popolo a Roma, opera di Giovanni Antonio Paracca. Sono tutte produzioni che presentano l'Albani cardinale, mentre il ritratto rappresenta un nobile vecchio, quindi precedente la sua nomina del 1570. Ma negli anni che precedono la nomina cardinalizia l'Albani era interdetto dalla città di Bergamo, causa la sua condanna all'esilio per dieci anni dopo l'assassinio di Achille Brembrati del 1563, essendo anche lui considerato coinvolto nei fatti. Questo porta a considerare che il pittore, se è il cardinale Albani, lo doveva aver dipinto senza la sua presenza fisica. I figli di Gerolamo erano troppo giovani per essere rappresentati nel dipinto, inoltre la sedia dantesca è la tipica usata da tanti altri illustri.
Giovanni Gerolamo Albani fu un nobile bergamasco sposato con Laura Longhi ma che morì prematuramente e dalla quale ebbe 7 figli, fra questi Lucia di cui il Moroni aveva in precedenza fatto il ritratto, e di Giovanni Domenico, Giovanni Francesco e Giovanni Battista che lo coinvolsero nella grave faida con i Brembati, sfociata nell'assassinio di Achille Brembati ad opera degli Albani nella chiesa di Santa Maria Maggiore in Bergamo e che costrinse tutta la famiglia all'esilio, compreso il Gerolamo che si dichiarò sempre innocente. 
Moroni, che frequentava la famiglia Albani, dopo i gravi fatti, venne abbandonato dalla città e dovette fare ritorno ad Albino, suo paese natale, dove realizzò opere a carattere religioso e ritratti a commercianti e popolani, ma nel 1568 fu richiamato a Bergamo, forse per fare il ritratto, e il Moroni accettò l'invito realizzando quello che forse è uno dei suoi migliori ritratti. La Mina Gregori lo ha identificato per i lineamenti conformi a quelli del busto in Santa Maria del Popolo e del ritratto in Carrara, inoltre la collana che indossa con la croce e la medaglia raffigurante il Leone di San marco corrisponderebbero al cavalierato aureo di cui era stato insignito nel 1529 dal doge Andrea Gritti.
Ma questa tesi non viene da tutti suffragata. Potrebbe infatti essere raffigurato Gabriele Albani, che risalendo nelle generazioni di padre in figlio da Giuseppe Albani -il primo proprietario di cui si ha certezza - si giungerebbe al cavaliere aurato Gabriele nato verso la fine del Quattrocento e deceduto nel 1573. La veneranda età all'atto di esecuzione, sarebbe più consona con il dipinto. Il figlio Annibale morì nel 1624 e tra i suoi beni risultano: Tre quadri di santi grandi fatti per mano del Lotto pittore; altri quadri di retratti antichi n. cinque. 
I due soggetti non erano parenti diretti ma le loro famiglie avevano mantenuto rapporti stretti tanto che Gabriele aveva acquistato la casa di Gian Gerolamo, prima del suo allontanamento, nella vicinia di San Lorenzo nel 1564.
La definizione del soggetto potrebbe restare sempre imprecisa.

## Descrizione
Considerato quanto detto in precedenza, il pittore ritrasse il nobile Albani senza poterlo avere di fronte, cosa non consueta, come è nuova la posizione frontale del soggetto volto leggermente a destra, presente solo nel Ritratto di Angelica de’ Nicolinis, il Moroni usava infatti ritrarre i modelli posti di lato facendoli poi voltare verso lo spettatore creando un movimento, questa posizione inusitata fu uno dei motivi che amplificò i problemi di attribuzione del dipinto. La tela è quindi una ricerca da parte dell'artista di naturalità e di dinamismo; il soggetto posto frontalmente obbliga a uno sguardo diretto con l'osservatore e a una sua partecipazione dando maggior ufficialità al modello. Il soggetto copre però completamente la tela, nei tipici toni bianco, nero e delle terre, come solito i ritratti moroniani lasciando poco spazio intorno di livido colore del fondo. 
Il nobile Albani si presenta quindi seduto sulla sedia dantesca, in posizione frontale, con un'espressione severa e un poco sofferente, avvolto in un robone nero foderato di pelliccia di lince, al collo porta un vistoso collare d'oro dal quale pende un monile raffigurante il Leone simbolo veneziano. La mano sinistra tiene un libro aperto, mentre le destra nodosa, poggia sul bracciolo. Il volto che ha sulla fronte un vistoso rigonfiamento, forse una escrescenza ossea, è scarno, teso. Le ciglia folte nascondono gli occhi scuri, penetranti, e una barba immacolata ricade sul colletto bianco inamidato, una rappresentazione del vero, priva da vincoli formali e da lusinghe, libera da ogni adulazione caratteristiche che anticipano l'arte caravaggesca, il Merisi che aveva vissuto le terre bergamasche aveva probabilmente tratto insegnamento da questo modo intenso di rappresentare la realtà.
L'invito del Tiziano al nobile Albani di far eseguire il ritratto dall'artista bergamasco che chiama Maroni, ha motivato l'artista a compiere un lavoro di alto livello, in particolare il quadro presenta molta cura nella raffigurazione dell'abito o del viso, ma delle mani, che lo storico Pasino Locatelli esalta. In particolare il Moroni pare che prenda esempio da altre mani, quelle di papa Paolo III raffigurate dal Tiziano Vecellio nel 1543.